# Hatton of Headquarters
Hatton of Headquarters è un cortometraggio muto del 1917 diretto da Donald MacDonald (con il nome Donald McDonald).

## Produzione
Il film fu prodotto dall'Independent Moving Pictures Co. of America (IMP).

## Distribuzione
Distribuito dall'Universal Film Manufacturing Company, il film uscì nelle sale cinematografiche USA il 15 luglio 1917.